# Médaille commémorative de la guerre 1914-1918
La médaille commémorative française de la Grande Guerre fut souvent appelée « médaille des poilus », surnom donné aux combattants de la Grande Guerre.

## Origine
C'est dans l'esprit de récompenser tous les participants au conflit que pendant la Première Guerre mondiale, plusieurs initiatives gouvernementales et parlementaires apparurent afin de créer « une marque tangible de participation à l'immense lutte », à côté « des décorations proprement dites, que tous les soldats n'ont pu acquérir ». Alexandre Millerand, ministre de la Guerre, déposa en ce sens un projet de loi dès septembre 1915. Mais il fallut attendre le projet de loi déposé le 11 juin 1919 par le gouvernement, adopté par la Chambre et le Sénat, pour que fut créée la Médaille Commémorative de 1914-1918 (loi du 23 juin 1920). Elle est accordée à tout militaire ou présent sous les drapeaux ou à bord des bâtiments entre le 2 août 1914 et 11 novembre 1918. Elle est également accordée aux civils ayant servi entre ces mêmes dates aux armées ou à l’intérieur.
Un concours monétaire avait été ouvert par le ministre de l'Instruction Publique et des beaux-arts aux nombreux graveurs de l’époque, et 73 maquettes ont été présentées au jury. C’est le modèle du graveur Pierre-Alexandre Morlon qui sera finalement adopté. L'événement eut un certain retentissement puisque L'Illustration, revue de grand prestige, illustra son article du 29 janvier 1921 des photos des six maquettes retenues.

## Conditions d'obtention

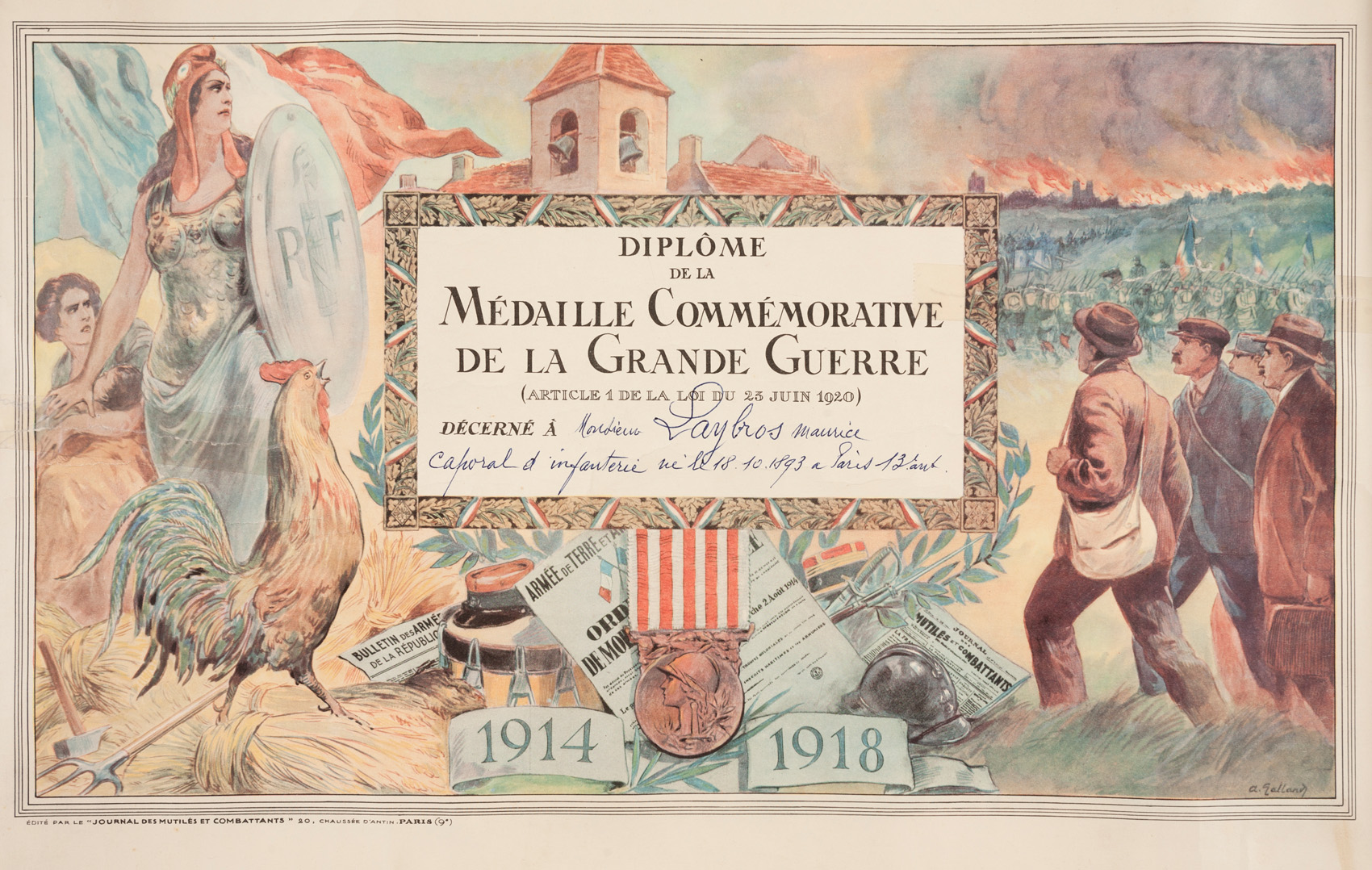
Certificat attribué à un caporal dans les Tirailleurs algériens.

Accordée par la loi du 23 juin 1920 dans une plus large mesure :
- aux militaires et marins français et étrangers présents sous les drapeaux entre le 2 août 1914 et le 11 novembre 1918 ;
- aux infirmiers, infirmières, médecins, pharmaciens et administrateurs ayant servi dans les formations sanitaires françaises, aux armées ou à l'intérieur, à titre bénévole, entre ces mêmes dates ;
- aux personnes ayant servi, pendant la même période, dans les œuvres ci-dessous désignées, accréditées auprès du haut commandement français, à condition qu'elles aient rempli leurs fonctions au moins 6 mois dans la zone des armées :
  - œuvres diverses : foyers du soldat, cantines de gare, etc. ;
  - chevaliers de Colomb ;
  - Croix-Rouge américaine ;
  - sections sanitaires automobiles des Croix-Rouges française et étrangères aux armées françaises.

La médaille est également accordée :
- aux dames françaises ou étrangères employées, pendant une période minimum de six mois, entre le 2 août 1914 et le 11 novembre 1918, comme automobilistes, téléphonistes et secrétaires dans les formations organiques des armées ;
- aux gardes civils, agents de police et, sapeurs-pompiers des villes bombardées, ayant rempli leurs fonctions au cours des bombardements ;
- aux travailleurs coloniaux ayant été employés aux travaux de la Défense nationale en France ;
- aux militaires français à l'étranger qui, n'ayant pu servir dans l'armée française, se sont enrôlés durant la guerre dans les armées alliées. Les étrangers doivent produire, à l'appui de leur demande, l'autorisation de leur gouvernement.

Une instruction du 20 janvier 1921 reprend dans le détail les nombreuses catégories possibles de postulants, y compris les étrangers. La barrette « Engagé volontaire » est réservée à ceux qui, dégagés de tous les services militaires ou non susceptibles d'appel dans les deux ans, se sont engagés au cours de la Grande Guerre.
Pour porter la médaille, aucune autorisation n'est nécessaire ; il suffit pour les intéressés de pouvoir justifier, au besoin, les droits acquis au port de la médaille par une pièce faisant ressortir leurs titres comme : le livret militaire, extrait de citation, titre de pension, carnet de notes, certificat ou ordre de service, etc.
Ceux qui ne possèdent aucune des pièces indiquées (soldat étrangers, civils, etc.) doivent faire une demande et l'adresser au cabinet du ministre de la Défense (bureau des décorations).
Instruction ministérielle du 20 janvier 1921 relative à l’application de la loi du 23 juin 1920 instituant une médaille dite « Médaille commémorative française de la grande guerre ».
Article 2 : Les intéressés visés à l’article 1er ci-dessus pourront porter immédiatement le ruban en attendant la confection de la médaille. Ils devront justifier leurs droits au port de la médaille par une pièce militaire faisant ressortir leurs titres, livret militaire, extrait de citation, titre de pension, carnet de notes, certificat ou ordre de service, etc.
Il n'existe donc pas de diplôme officiel pour accompagner cette décoration (une pièce justifiant de la participation au conflit tenant lieu de diplôme) malgré cela l'on peut rencontrer plusieurs modèles de diplôme non officiel édité par divers organismes (ex. : le journal des mutilés et combattants).
Les seules pièces officielles que l'on peut rencontrer sont des autorisations de port établies par le ministère de guerre ou par un régiment pour des soldats n'ayant plus leurs pièces justificatives, des soldats d'armées étrangères ou des civiles ayant participé au conflit (infirmières, secrétaires, etc.).
La quasi-totalité des soldats sous les drapeaux entre le 2 août 1914 et le 11 novembre 1918 ont été décorés de cette médaille, qu'ils l'aient su ou non et que cela soit ou non marqué sur leurs états de services militaires.

## Apparence

### Ruban
Le ruban est coupé dans le sens de la longueur de onze raies blanches et rouge clair alternées : six blanches et cinq rouges.

### Médaille
La médaille est ronde, en bronze, d'un diamètre de 33 mm. 
Sur l’envers, une effigie symbolique, un profil d’un relief jeune, énergique et grave représente la France casquée de la bourguignotte, (c'est-à-dire du casque utilisé pendant la guerre de 1914-1918), une Minerve moderne, la main gauche tenant un glaive antique au-dessous de la garde en croix. Appuyé à la ligne d’épaule, un faisceau de branches de laurier qui montent pour mettre comme une discrète broderie de gloire sur le métal du casque. Ce sont également des feuilles de laurier mêlées à des feuilles de chêne qui, au sommet, joignent la médaille à la bélière qui doit recevoir le ruban.
Au revers, l'inscription « République Française » entoure les mots : « Grande Guerre 1914-1918 ».

### Bélière
En bronze, formée de branches de chêne, fixée sur le haut de la médaille, cette bélière est de la largeur du ruban, ce qui est tout à fait exceptionnel.

### Barrette
L'éventuelle barrette portant les mots « Engagé volontaire » est en métal blanc.

## Ordre de préséance
Elle se porte après la médaille commémorative du Maroc et avant les médailles commémoratives d'Orient ou des Dardanelles.

### Source
- Les Décorations françaises  (préf. Jean-Philippe Douin), Paris, Trésor du Patrimoine, 2003, 95 p. (ISBN 2-911468-99-6, OCLC 56111972)
- Site très complet traitant des décorations militaires et civiles françaises